# Eerste Constantijn Huygensstraat

Eerste Constantijn Huygensstraat 98-94 (links)
Gezien vanaf kruising met de Overtoom. Rechts op de hoek Overtoom 80 en links daarnaast Eerste Constantijn Huygenstraat 73-69. In de verte tramlijn 3 met motorwagen 180.

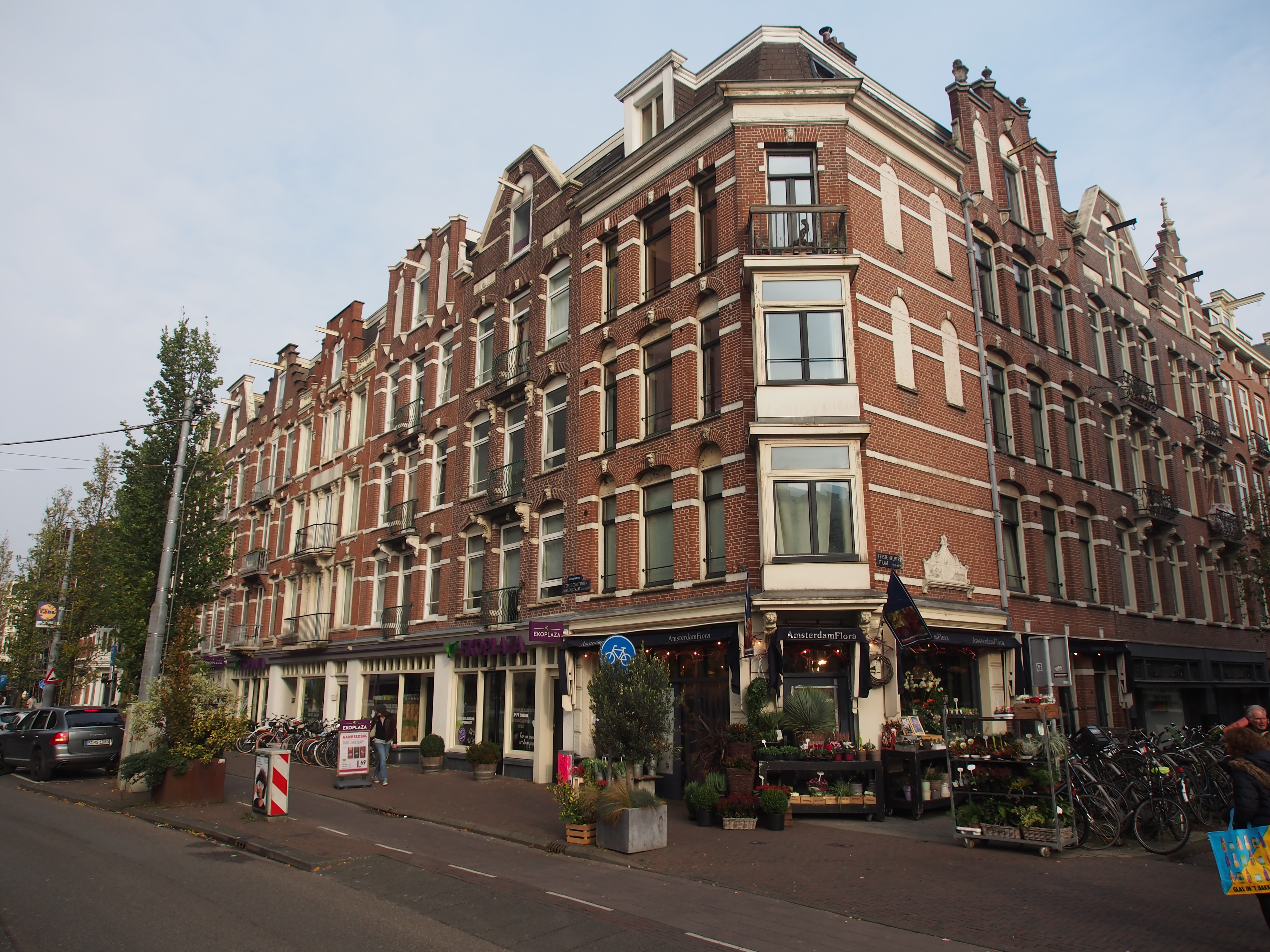
Eerste Constantijn Huygensstraat (links) hoek Eerste Helmersstraat.

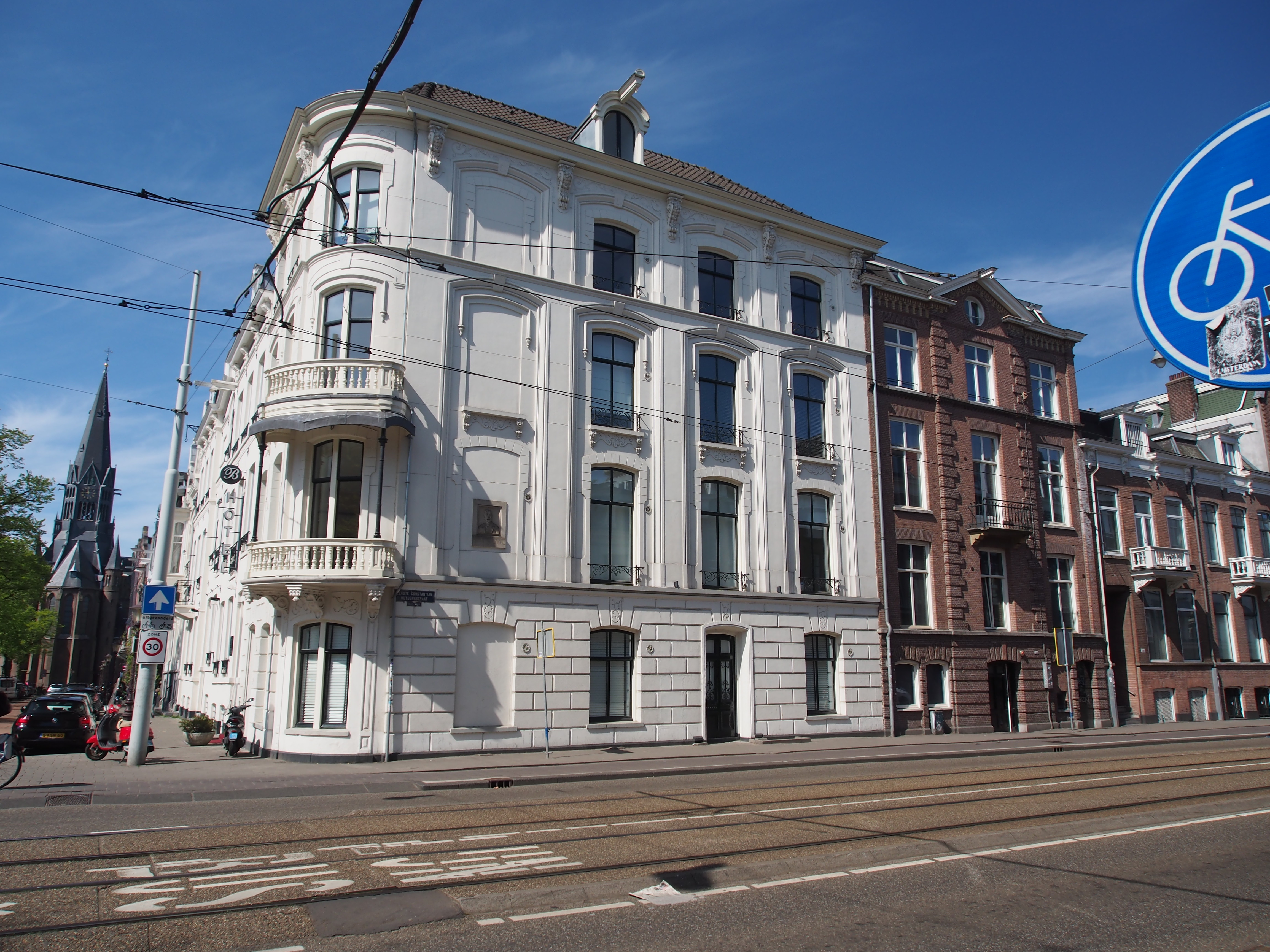
Eerste Constantijn Huygensstraat hoek Vondelstraat (links).

De Eerste Constantijn Huygensstraat is een straat in het Amsterdamse stadsdeel West. De straat ligt tussen de Pesthuysbrug over het Jacob van Lennepkanaal en de Vondelbrug over het Vondelpark. 

## Geschiedenis
De straat kreeg zijn naam in 1872. Het is een vernoeming naar de dichter en prozaschrijver Constantijn Huygens (1596-1687).
Het gedeelte tussen het Jacob van Lennepkanaal en de Vondelstraat heette aanvankelijk, net als het verlengde ervan, Bilderdijkstraat. Het laatste deel hiervan kreeg in 1894 de naam Eerste Constantijn Huygensstraat.
De straat eindigde aanvankelijk bij de Vondelstraat. In 1947 kwam de Vondelbrug over het Vondelpark gereed, waarmee de verbinding met de Van Baerlestraat in Amsterdam-Zuid tot stand kwam.
Evenwijdig aan de Eerste Constantijn Huygensstraat ligt de Tweede Constantijn Huygensstraat. Het belangrijkste gebouwencomplex hier was het Wilhelmina Gasthuis. Het Jan Swammerdam Instituut heeft sinds de jaren zestig de Eerste Constantijn Huygensstraat gedomineerd en is in 2004 gesloopt. Op de vrijgekomen ruimte kwam woningbouw.
Johannes Cornelis Sikkel woonde de laatste jaren van zijn leven op Eerste Constantijn Huygensstraat 120, in 1980 bekend als krakersbolwerk De Vondel, maar sinds 2008 een gemeentelijk monument.
Van 29 februari t/m 3 maart 1980, twee maanden voor de inhuldiging van Koningin Beatrix, was de Eerste Constantijn Huygensstraat bij de Vondelstraat het decor voor de eerste krakersrellen.

## Kunst
Er zijn minstens drie vormen van kunst in de openbare ruimte te vinden (van noord naar zuid):
- Crystal growth van Hans van Bentem
- How to meet an angel van Ilja en Emilia Kabakov
- gedenksteen Johannes Cornelis Sikkel

## Trams
In 1896 reed de eerste tram door de nieuwe straat, dit was de paardentramlijn Dam – Bilderdijkstraat, in 1900 werd deze verlengd naar de Eerste Constantijn Huygensstraat. In 1902 werd deze lijn geëlektrificeerd en op normaalspoor gebracht en werd het lijn 3. In 1904 werd deze lijn via de Overtoom en Stadhouderskade verder naar het oosten verlengd.
In 1958 werden er op de Vondelbrug tramrails aangelegd, waarna lijn 3 de rechtstreekse route naar de Van Baerlestraat kon gaan berijden en de omweg via het Leidsebosje verviel. Ook lijn 2 kwam toen (in plaats van door de P.C. Hooftstraat en Hobbemastraat) door deze straat te rijden en vanaf 1982 ook lijn 5. De lijnen 2 en 5 verdwenen hier weer toen de nieuwe trambaan door de Hobbemastraat en Paulus Potterstraat in 1992 in gebruik kwam.
Vanaf 1977 verscheen ook lijn 12 in de Eerste Constantijn Huygensstraat. Deze lijn verdween hier weer in 2018. Lijn 3 is inmiddels al ruim een eeuw een vaste verschijning in deze straat.